# 天童カントリークラブ
天童カントリークラブ（てんどうカントリークラブ、Tendo country club）は、山形県天童市にあるゴルフ場である。

## コース情報
- ホール数
  - 18
- パー
  - 72
- コースレート
  - 70.1
- 総ヤード数
  - 6293Yds
- 面積
  - 1,110,000m2

## 営業期間
- 平日：7:00〜
- 土日祝：7:30〜

(12月は7:30〜）
冬季はクローズとなる。

## アクセス
- 車
  - 山形自動車道山形北ICから14km（25分）
- 電車

JR天童駅から9.6km
- 飛行機
  - 山形空港から10km